# タウル・マタン・ルアク
タウル・マタン・ルアク（Taur Matan Ruak、1956年10月10日 - ）は東ティモールの政治家、軍人。同国首相、国軍司令官、大統領を歴任した。本名はジョゼ・マリア・デ・ヴァスコンセロス (José Maria de Vasconcelos)だが、ゲリラで使用していた「鋭い両眼」を意味する通称「タウル・マタン・ルアク」で知られている。

## 経歴
1956年10月10日、バウカウ県バギア郡バギア近郊で生まれた。
1975年12月からインドネシアが東ティモールに侵攻すると、彼は東ティモール独立革命戦線（フレティリン）の軍事組織ファリンティルに加わり戦った。1979年3月にはヴィケケ県でインドネシア国軍の捕虜となったが、23日後に脱出した。
1992年、シャナナ・グスマンの逮捕後に参謀長に就任した。2000年8月、シャナナ・グスマンの後任としてファリンティル最高司令官に就任した。2001年1月にファリンティルが国軍に移行すると彼はそのまま移行政権の下で最高司令官を務め、2002年5月に東ティモールが独立を回復すると国軍の最高司令官に就任した。
2011年9月1日、ルアクは最高司令官の地位を退いた。彼は記者団の前で「軍でもう36年間も勤めたので、民間人の生活に戻りたい」と語り、翌年の大統領選については来年出馬するかどうか公表すると述べるにとどまった。
2012年、大統領選に出馬して当選、5月に大統領に就任した。
独立後2代目の大統領にあたる現職のジョゼ・ラモス＝ホルタ候補も出馬していたが、彼は2007年の選挙とは異なり初代大統領シャナナ・グスマン率いる東ティモール再建国民会議 (CNRT) の支持を失っており、2012年の選挙ではルアク候補がCNRTの全面支持を受けてフレティリン党首のフランシスコ・グテレス（ル・オロ）候補に大差をつけて勝利することになった。
2017年3月20日、大統領選の投票が行われたが、現職のルアクはこれに出馬せず彼が設立した新党・人民解放党(PLP)は民主党のアントニオ・ダ・コンセイソン候補を支持した。現職大統領が出馬しなかったことについて、ルアクは7月の選挙で首相候補として出馬するだろうと予測された。
同年7月22日に行われた国民議会選挙では、フレティリンとCNRTが約30パーセントの票を獲得したが僅差でフレティリンが得票率1位となり、ルアク率いるPLPは得票率約10パーセントだった。9月にはマリ・アルカティリを首班とする政権が発足したが混乱が続き、2018年6月20日にグテレス大統領より次期首相に任命された。6月22日に就任。2020年予算案を通過させることができなかったため2020年2月25日に辞任を表明。その後は新政権樹立まで首相にとどまることとなり、同年4月8日にCOVID-19流行への対応を理由に辞意を撤回した。
2001年に結婚した妻のイザベル・ダ・コスタ・フェレイラは法学者兼政治家として躍動していたが、2023年6月18日に癌のため、他界した。

## 評価
1999年、ポルトガル議会より人権賞を受賞した。